# Плотвы
Плотва́ (лат. Rutilus) — род лучепёрых рыб семейства карповых (Cyprinidae).

## Этимология
Название рыбы — общеславянское по происхождению (укр. плотиця, плітка, бел. плоць, чеш. plotice, пол. рłосiса, рłоć, в.-луж. рłоśiса), восходящее, возможно, к праслав. *рlоtу, *рlоtъvе со значением «плоская рыба»; из западнославянских языков заимствовано в немецкий (нем. Plötze).

## Описание
Длина тела — от 10 до 71 см. Чешуя крупная. Боковая линия достигает конца тела и имеет небольшой изгиб. Число чешуй в боковой линии от 33 до 67. Рот полунижний или нижний. Брюшная часть тела обычно светлая. Исключение составляет Rutilus atropatenus, у которого брюхо чёрное.

## Классификация
Около 17 видов (подвиды указаны выборочно):
- Rutilus arcasi (Steindachner, 1866) — испанская плотва[1]
- Rutilus atropatenus (Derjavin, 1937) — ширванская плотичка[1]
- Rutilus aula (Bonaparte, 1841)
- Rutilus basak (Heckel, 1843)
- Rutilus frisii (Nordmann, 1840) — вырезуб[1]
  - Rutilus frisii kutum (Kamensky, 1901) — кутум
  - Rutilus frisii meidingerii (Heckel, 1851)
- Rutilus karamani (Fowler, 1977)
- Rutilus lemmingii (Steindachner, 1866)
- Rutilus lusitanicus (Collares-Pereira, 1980)
- Rutilus ohridanus (Karaman, 1924)
- Rutilus panosi (Bogutskaya & Iliadou, 2006)
- Rutilus pigus (Lacépède, 1803) — альпийская плотва[1]
- Rutilus prespensis (Karaman, 1924)
- † Rutilus robustus Kovalchuk, 2014
- Rutilus rubilio (Bonaparte, 1837) — красная, или итальянская, плотва[1]
- Rutilus rutilus Linnaeus, 1758 — обыкновенная плотва, тарань, вобла, сорога[1]
  - чебак или сибирская плотва[2] (Rutilus rutilus lacustris)
  - Rutilus rutilus heckelii (Nordmann, 1840) — тарань[2]
- Rutilus sojuchbulagi (Abdurakhmanov, 1950) — союхбулагская плотва[1]
- Rutilus ylikiensis (Economidis, 1991)
- Rutilus virgo (Heckel, 1852) — паннонская плотва

## Палеонтология
Наиболее древние представители рода известны из отложений олигоцена Монголии и Испании. По данным молекулярно-генетического анализа, рыбы этого рода заселили Европу около 35 млн лет назад. Несколько видов Rutilus были описаны в миоценовых и плиоценовых слоях Европы и Азии.